# Primer Concili de Constantinoble

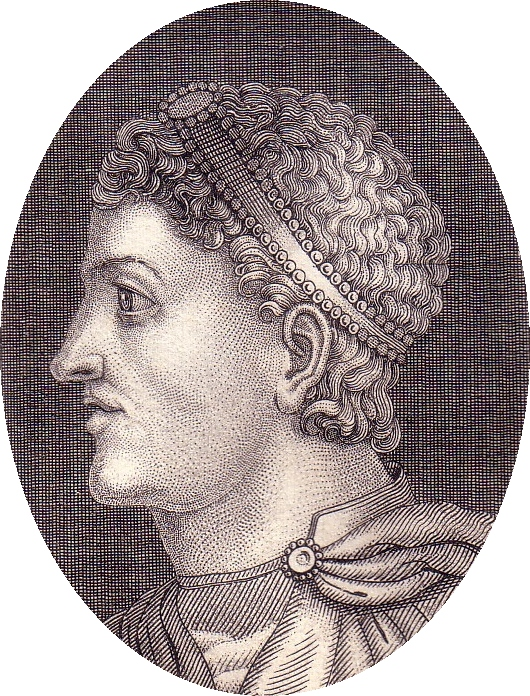
Medalla de Teodosi I el Gran, que convocà el Primer Concili de Constantinoble

Primer Concili de Constantinoble (381, 2n general o ecumènic) fou convocat per l'emperador Teodosi I el Gran. El Primer Concili de Constantinoble celebrat l'any 381 va confirmar el credo aprovat al Concili de Nicea I i es va centrar en l'anàlisi de la natura de l'Esperit Sant, per justificar la doctrina de la Santíssima Trinitat. Aquest concili va augmentar el poder de la seu, Constantinoble, enfront Roma i la va proclamar de facto capital del cristianisme oriental. Es van declarar heretgies les idees del priscil·lianisme i dels corrents sorgits de l'arrianisme, com les defensades per Macedoni de Tràcia o Apol·linar de Laodicea.
Fou convocat en virtut de lletres del Papa i presidit primer per Meleci d'Antioquia, i a la mort d'aquest per Gregori de Nazianz i per Nectari successivament. Concorregueren al concili 150 bisbes catòlics i 36 d'herètics. Les seves actes varen desaparèixer quasi completament, i per això el procés de les seves tasques s'ha de treure de Sòcrates, Sozomen i Teodoret. Abans de tot, es confirmà l'elecció de Gregori de Nazianz com a bisbe de Constantinoble; després es procedí a complir altres finalitats per les quals s'havia convocat, que eren: confirmar el credo de Nicea, reconciliar els semiarrians amb l'Església catòlica i posar fi a l'heretgia macedoniana.
Hi ha raons per a creure que en aquest concili es va redactar un tractat formal sobre la doctrina catòlica de la Santíssima Trinitat i contra l'apol·linarisme; però aquest important document no ha arribat fins avui. Només ha arribat el primer cànon del concili i la fórmula del famós credo nicenoconstantinopolità, que és com una amplificació del de Nicena i sembla que la data més remota, havent estat probablement composta, de 369 a 373, per Ciril de Jerusalem.
Els cànons d'aquest concili són, segons els grecs, set, i segons els més antics texts llatins, quatre. El primer és un anatema contra els matisos de l'arrianisme (eunomians, eudoxians, fotinians, apol·linaristes, i macedonians); el segon dictà lleis vers el govern de les diòcesis pels bisbes; el tercer declarà que sent Constantinoble la nova Roma, el bisbe d'ella havia de gaudir d'una certa preeminència després del bisbe de Roma. Aquest Canon fou molt debatut: els llegats pontificis del concili de Calcedònia el refusaren, i sant Lleó Magne (Ep. CVI in P. L. LIV, 1003, 1005) diu que el tal cànon no fou mai sotmès a l'aprovació de la seu apostòlica; a més, els correctors romans de Gracià (1582) digueren d'ell: canon hic ex iis est, quos apostolica Romana sedes a principio et longo post tempore non recipit (Dist. XXII, t. 3).
El cànon quart dona per invàlida la consagració de Màxim, bisbe de Constantinoble. El caràcter ecumènic d'aquest concili de Calcedònia (451); Gregori el Magne, seguint l'exemple dels papes Vigili i Pelagi II, el reconegué per un dels quatre concilis generals, però només en les seves declaracions dogmàtiques.